# Samtgemeinde Kirchdorf
Kirchdorf is een samtgemeinde in de Duitse deelstaat Nedersaksen. In het samenwerkingsverband werken zes kleine gemeenten in het zuidoosten van het Landkreis Diepholz samen. Het bestuur is gevestigd in het dorp Kirchdorf, dat ook hoofdplaats is van de deelgemeente van die naam.

## Deelnemende gemeenten
- Bahrenborstel (1.096)
- Barenburg (1.234)
- Freistatt (480)
- Kirchdorf, (2.189) onderverdeeld in:
  - Kirchdorf
  - Bahrenborstel
  - Holzhausen
  - Kuppendorf
  - Scharringhausen
  - Woltringhausen
- Varrel (1.538)
- Wehrbleck (778)

Tussen haakjes: aantal inwoners 31 december 2018 (totaal gehele Samtgemeinde : 7.315)

## Ligging, vervoer, verkeer
De gemeente ligt in een door hoogveen en heide gekenmerkt landschap. Door de gemeente loopt de Große Aue, een zijriviertje van de Wezer, dat bij Barenburg een riviertje Kleine Aue opneemt.

### Buurgemeentes
In de richting van de wijzers van de klok, beginnend bij het noorden:
- Sulingen
- Steyerberg
- Uchte in de Samtgemeinde Uchte
- Wagenfeld
- Samtgemeinde Rehden
- Samtgemeinde Barnstorf.

### Wegverkeer
De gemeente ligt ongeveer in het midden van een denkbeeldige driehoek met als hoekpunten de steden Hannover, Bremen en Osnabrück, die alle op ca. 60 tot 80 km afstand liggen. Hoofdverkeersaders zijn de Bundesstraße 61 (Bremen – Minden), een noord-zuidverbinding die in de gemeente Barenburg en Kirchdorf aandoet, alsmede de Bundesstraße 214 (Nienburg/Weser – Diepholz), een oost-westverbinding die in de gemeente Freistatt en Wehrbleck aandoet.
Autobahnverbindingen zijn alle verder weg dan 40 kilometer.

### Openbaar vervoer
Door de gemeente loopt sinds ca. 1921 een spoorlijntje, zie: Spoorlijn aansluiting Lohe - Diepholz. Er rijden alleen nog goederentreinen overheen.
Door de gemeente rijden drie buslijnen: 127 (Bahrenborstel – Kirchdorf – Sulingen), 133 (Rahden – Wagenfeld – Bahrenborstel – Kirchdorf – Barenburg – Sulingen) en 137 (Diepholz – Freistatt – Wehrbleck – Varrel – Sulingen). Deze rijden alleen op werkdagen en buiten de schoolvakanties 's morgens vroeg en na het laatste lesuur van de middelbare scholen in de omliggende steden, in de late middag. Voor aanvullend vervoer op andere uren is men op een taxibus- of belbusnet aangewezen. De meeste forensen en scholieren, die niet verder dan ca. 15 km enkele reis hoeven af te leggen en geen auto rijden, gebruiken de fiets.

## Economie
Belangrijkste werkgeefster in de gemeente is de evangelisch-lutherse Bethel-inrichting te Freistatt voor uiteenlopende hulpverlening aan kansarmen, kinderen uit "moeilijke" gezinnen, daklozen, zwervers, gehandicapten e.d.

Door Exxon-Mobil geëxploiteerd aardolieveld te Barenburg

Het door Exxon-Mobil geëxploiteerd aardolieveld te Barenburg is al sinds 1953 in exploitatie. In de jaren vanaf 2013 bracht het ca. 25.000 ton olie per jaar op.
De gemeente bestaat van ca. 8 middelgrote industrie-, handel- en ambachtsbedrijven, alle met meer dan 100 werknemers, alsmede van divers midden- en kleinbedrijf en de landbouw. Tamelijk veel inwoners (bijna tweeduizend) zijn woonforensen, die dus een werkkring buiten de gemeente hebben.

## Geschiedenis

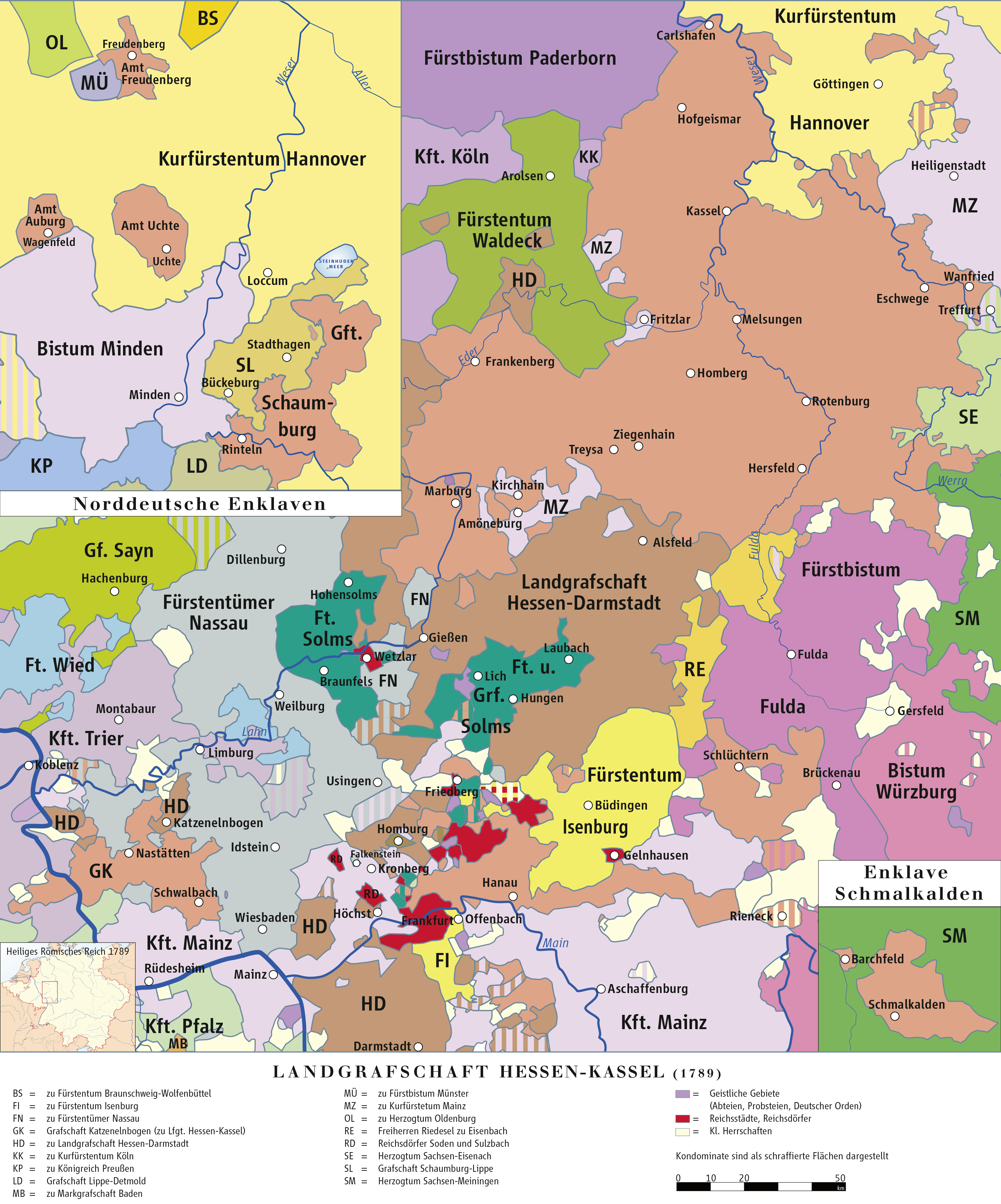
Hessen-Kassel in 1789: Kirchdorf ligt in het zalmroze gebiedje op de linker kaart bij Uchte.

In de late middeleeuwen behoorde het gebied aan het Graafschap Hoya. Dat voerde een berenklauw in zijn familiewapen, vandaar de berenklauw in het gemeentewapen. Er doet een legende de ronde, volgens welke een gravin van Hoya lang geleden, in de middeleeuwen, met haar rijtuig 's winters door het gebied reisde, teneinde haar elders oorlog voerende echtgenoot te bezoeken. Zij kwam in de sneeuw vast te zitten en werd door plaatselijke boeren gered en verder geholpen. Uit dank zou de graaf van Hoya de gemeenschap een kerkgebouw geschonken hebben. In 1582 kwam het, met het nabije Uchte als exclave in het Keurvorstendom Brunswijk-Lüneburg in het gebied van  het Landgraafschap Hessen-Kassel, na de Napoleontische tijd in het Koninkrijk Hannover, in 1866 in het Koninkrijk Pruisen en uiteindelijk in het Duitse Keizerrijk te liggen.

### Bethel-inrichtingen Freistatt

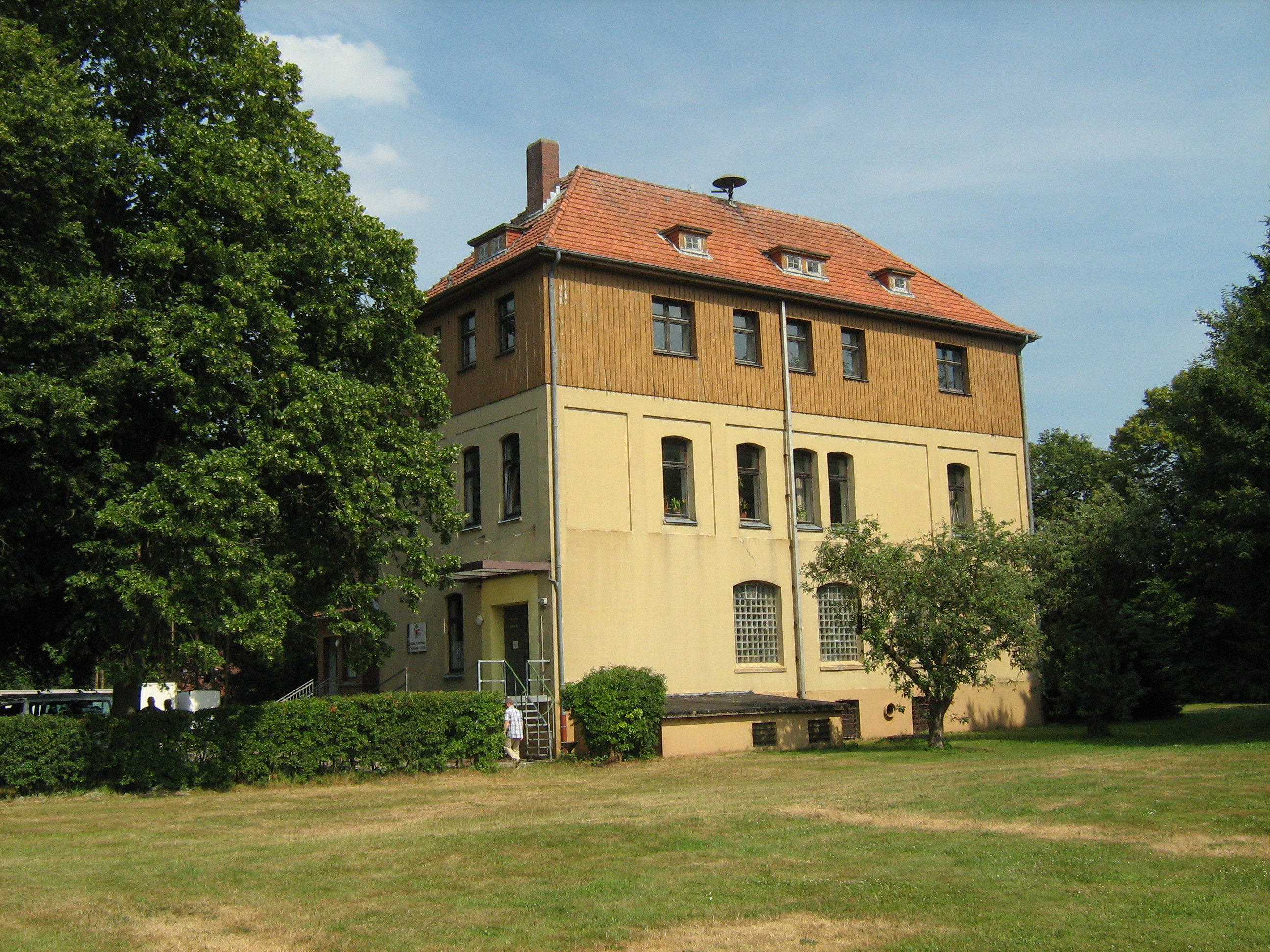
Haus Moorhort, voor 17-18-jarige moeilijke jongens
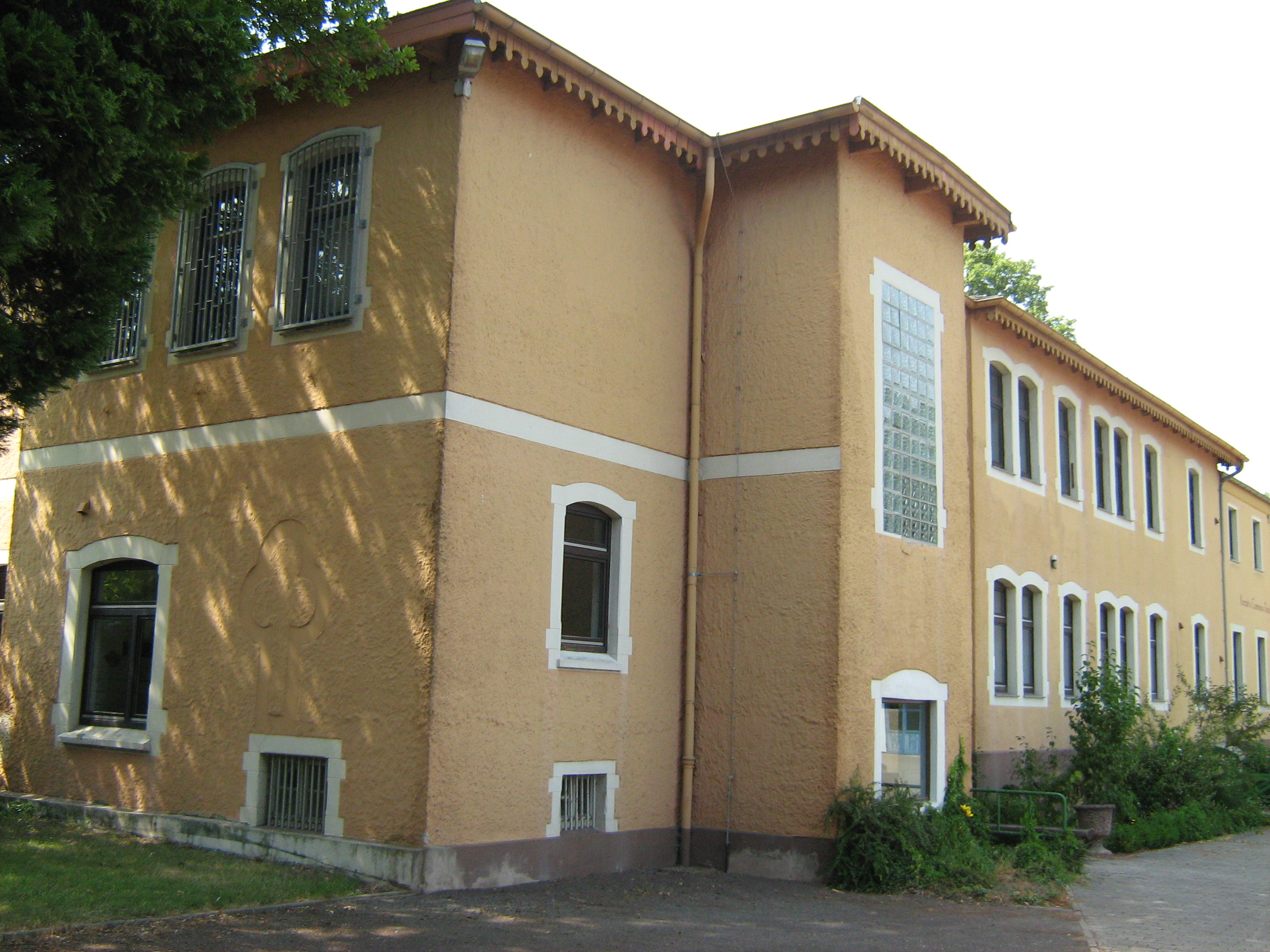
Haus Moorburg, voor de "moeilijkste gevallen"

Het thans bijna 500 zielen tellende dorpje Freistatt heeft een sterk afwijkende geschiedenis, die aan die van de Maatschappij van Weldadigheid in Veenhuizen (Drenthe) doet denken.
Pastoor Friedrich von Bodelschwingh jr stichtte in 1899 in het veen het Wietingsmoor de dependance van Anstalt (gesticht) Bethel. Men kocht in de periode tot 1901 1.010 ha veenland. Friedrich von Bodelschwinghs motto luidde: „Arbeit statt Almosen“, wie niet werkt, zal ook niet eten – wie in Freistatt een bestaan op wilde bouwen, moest regelmatig hard werken en iedere zondag trouw de (lutherse) kerkdienst bezoeken. Kolonisten, oorspronkelijk mensen uit de rand van de samenleving, die hard en lang genoeg werkten, zouden op de plaats van het afgegraven veen een stuk grond voor een eigen boerderijtje kunnen beginnen. Dit doel werd echter door geen enkele kolonist bereikt.
Hieruit ontstonden enige inrichtingen, werkplaatsen en boerderijen en uiteindelijk de zgn. Diakonie Freistatt. Afgezien van enkele boeren in de omgeving, woonden hier alleen medewerkers  en bewoners van de Bethel-inrichtingen. In 1922 werd Bethel een eigen gemeente, zodat ongewenste bemoeienis van buitenstaanders met de Bethel-inrichtingen, ook later in de nazi-tijd, werd beperkt. Een van de uit het begin van de 20e eeuw daterende  huizen was een inrichting voor "heren", die er moesten genezen van o.a. homoseksualiteit of verslavingen.  Freistatt was het strengste opvoedingsgesticht voor "onhandelbare" tieners van 14-18 jaar in geheel (na de oorlog: West-)Duitsland. De facto was het, vooral in huis Moorburg, een gevangenis, waar diegenen (soms ook door justitie) naar toe gestuurd werden, die nergens anders gehandhaafd konden worden. Pas in 1973 werden voor het laatst lijfstraffen toegepast. Het in brand steken van de houten inrichtingskerk door twee bewoners in 1973  kan voor het inrichtingsbestuur  een "wake up-call" geweest zijn, om in de omgang met de bewoners hervormingen door te voeren. In 1982 werden voor het eerst meisjes in de inrichting opgenomen. Pas ver na de Tweede Wereldoorlog konden gepensioneerde medewerkers van de inrichtingen er blijven wonen, en later ook buitenstaanders. In 1974 werd Freistatt, evenals de omliggende dorpen, deel van de Samtgemeinde Kirchdorf, maar behield een eigen deelgemeentebestuur.
De instelling is negatief in het nieuws geweest na berichten over misstanden (uitbuiting, seksueel misbruik) van bewoners door medewerkers van Bethel tot aan het jaar 1974, toen de instellingen drastisch hervormd werden. Uit onderzoek is gebleken, dat dit zich inderdaad heeft voorgedaan, en de stichting heeft dit in 2013 openbaar erkend. In 2015 is hierover een film met de titel Freistatt gemaakt. De nog steeds bestaande, en nu overeenkomstig moderne humanitaire, medische en sociaal-maatschappelijke opvattingen werkende,  Bethel-inrichting heeft, mede om in openheid met zwarte bladzijden uit haar geschiedenis te kunnen afrekenen, hier medewerking aan verleend.

## Bezienswaardigheden

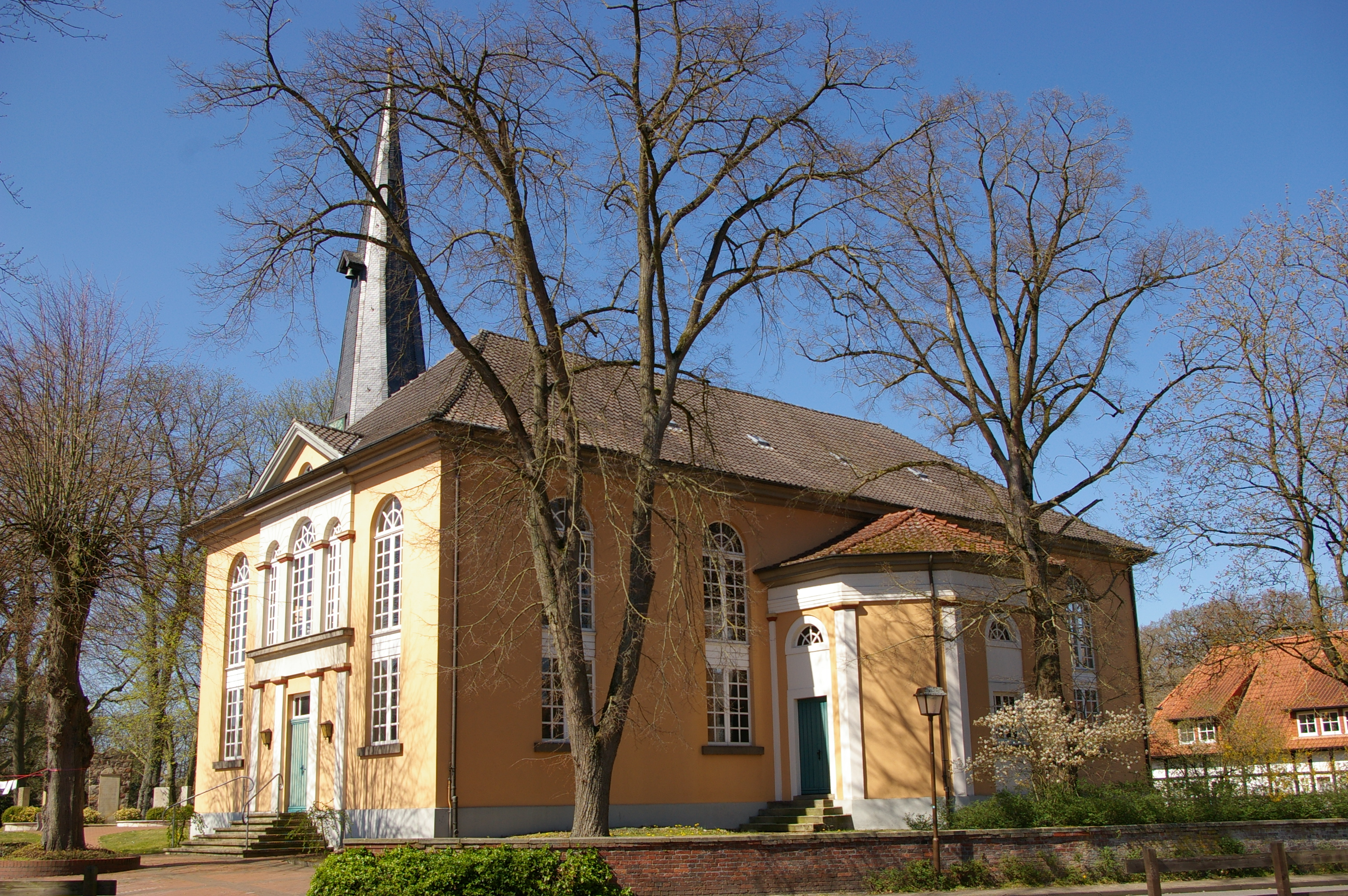
Classicistische Nicolaaskerk, Kirchdorf (1833)
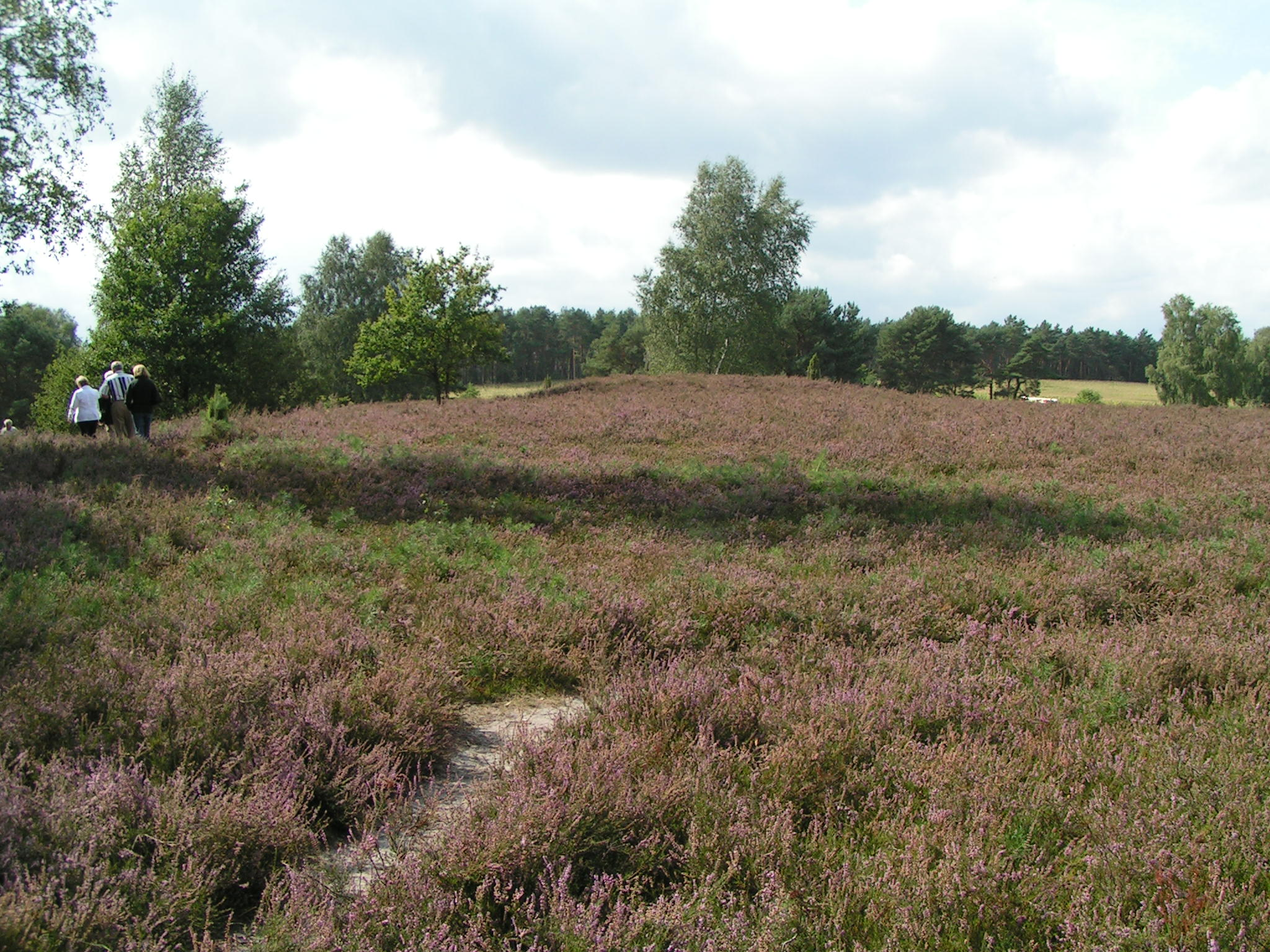
Op de Kirchdorfer Heide
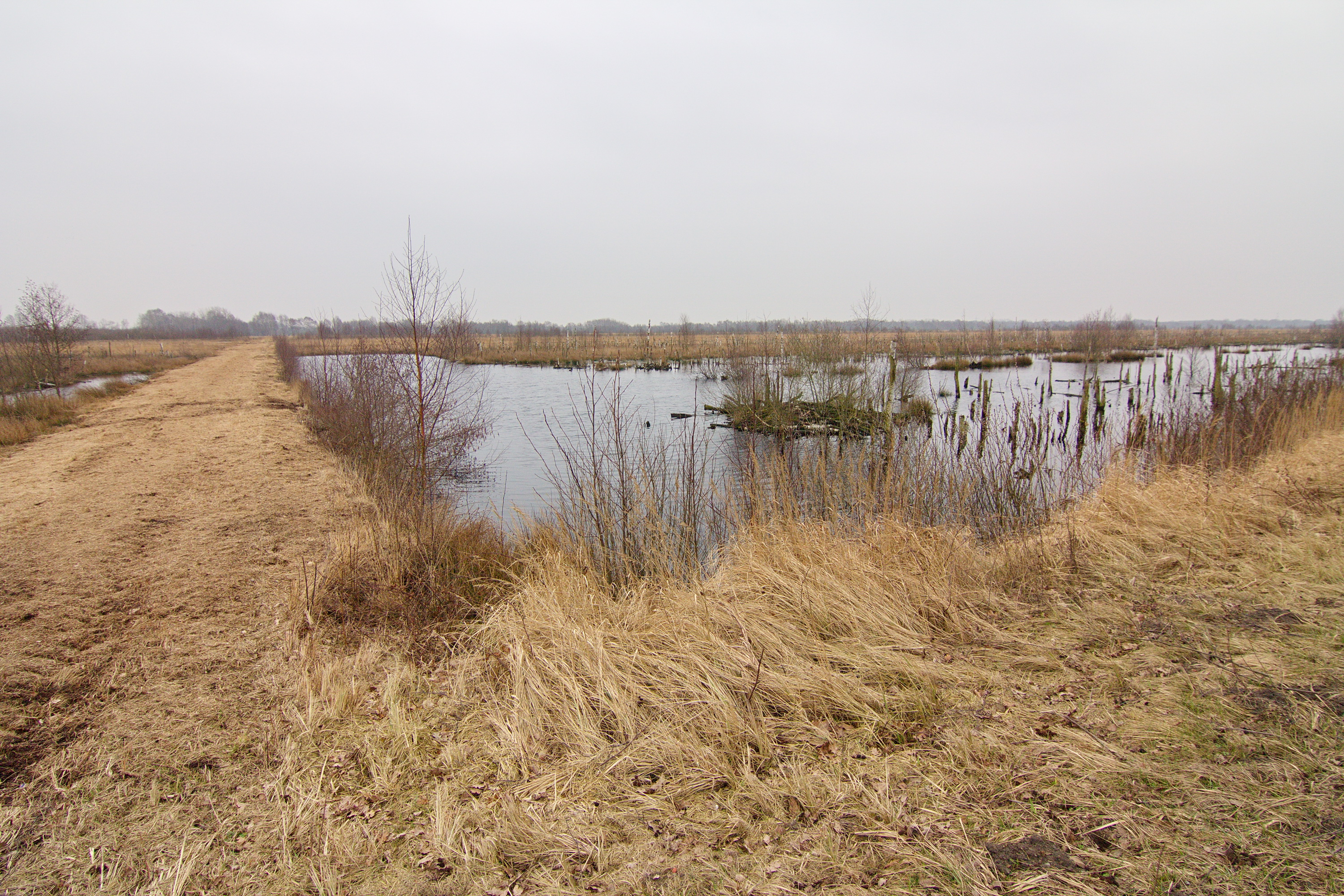
Veengebied Wietingsmoor bij Freistatt
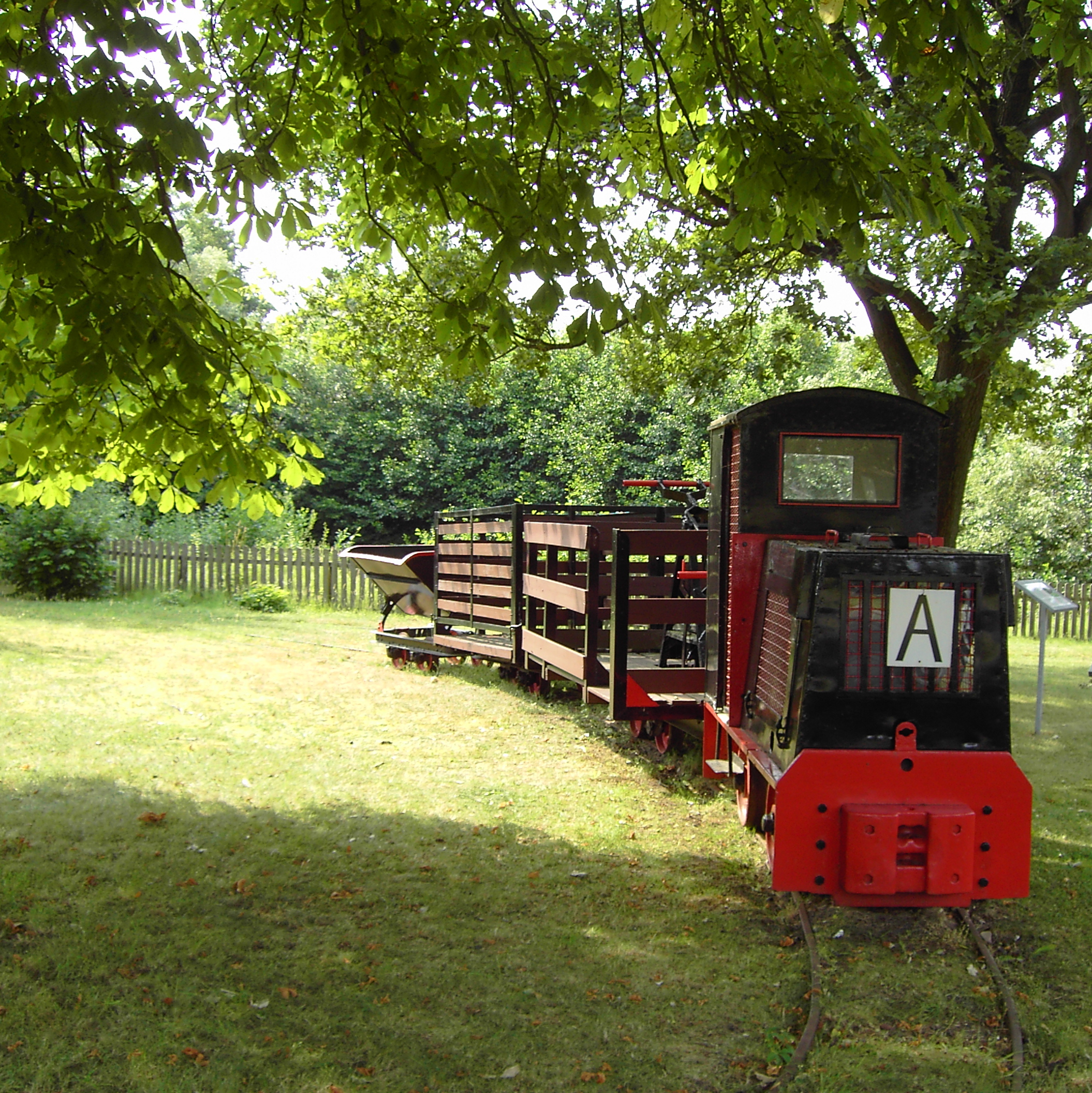
Freistätter Feldbahn (voormalig turfspoor)

De gemeente is rijk aan heidevelden (die ter voorkoming van verbossing met schapen begraasd worden) maar vooral aan hoogveengebieden, die door veranderde opvattingen over natuurbehoud sinds 1990-2000 niet verder voor turfwinning worden afgegraven, maar als veenreservaat behouden, zelfs met toepassing van natuurherstel, zoals vernatting. Er zijn voor dagtoeristen enige voorzieningen gecreëerd om het veen in de zomer te bezoeken, o.a. in de veen-treintjes van de Freistätter Feldbahn. Vanaf een uitzichttoren in het veen kan men met wat geluk de talrijke kraanvogels zien, die het veengebied regelmatig bezoeken.